# شینو ماتسودا
شینو ماتسودا (انگلیسی: Shino Matsuda؛ زادهٔ ۲۷ مارس ۲۰۰۱) بازیکن فوتبال اهل ژاپن است.